# I Remember
«I Remember» es una canción lanzada por el DJ y productor canadiense de música electrónica Deadmau5 en colaboración con el DJ y productor estadounidense Kaskade . Fue producida por Deadmau5 y Kaskade, coescrito por Kaskade con Finn Bjarnson y cuenta con la voz de Haley Gibby. Fue lanzado como el quinto sencillo del tercer álbum de estudio de Deadmau5, Random Album Title, el 15 de septiembre de 2008.

## Video musical
Hay dos versiones en video, un cortometraje de 10 minutos y una versión editada de 4 minutos. Fue producido por Anthony y Christopher Donnelly de la fama de Mancunian Gio-Goi y Mike Moran de Mojofuel. El video fue dirigido por Colin O'Toole, elegido por Graeme Brown y protagonizado por el actor británico Stephen Graham, Warren Brown, Aston Kelly (hermano de Graham), Greg Costello y la actriz de Coronation Street Emma Edmondson . Fue filmado en Manchester y presenta al personaje de Graham hablando con dos jóvenes (Brown y Kelly) sobre la vida y la cultura rave . Luego, los jóvenes proceden a encontrar un lugar adecuado para lo que luego se revela como una rave ilegal con Deadmau5 actuando como DJ .
El video presenta a un raver (Costello) con una camiseta de Kaskade y Deadmau5 con una camiseta de YourOwnClothing. Al final del video, la canción de Deadmau5 "Brazil (2nd edit)" se mezcla como outro . Graham estuvo a punto de ser arrestado después de que la policía confundiera el video con una verdadera rave ilegal. El video también termina con una tarjeta de título "continuará", pero ningún video parece haber sido designado como la continuación de la trama.
La versión de audio cargada el 19 de septiembre de 2008 en el canal de YouTube de Ultra Music se ha reproducido 78,9 millones de veces hasta abril de 2023.

## Apariciones
Se realizó un remix de la canción de FreeStyleGames aparece en los videojuegos de 2010 GoldenEye 007 y DJ Hero 2 .
El sencillo hizo aparición en la banda sonora de la película de 2011 The Lincoln Lawyer . La canción se puede escuchar durante la película cuando Jesús Martínez, interpretado por Michael Peña, explica su versión de los hechos ocurridos la noche del asesinato de Donna Rentería.
"I Remember" también aparece en el episodio de la serie de televisión Gossip Girl "The Empire Strikes Jack" (temporada 3, episodio 16). La canción, interpretada por el mismo Deadmau5, aparece en la escena del desfile de moda emergente de Eleanor Waldorf.
Grandes secciones de "I Remember" fueron sampleadas por el dúo de hip-hop Suicideboys en su canción "Antarctica", de su EP de 2016 Dark Side of the Clouds . Deadmau5 denunció públicamente al dúo por esto en Twitter, alegando que los Suicideboys estaban "publicitando la propiedad intelectual de otras personas sin consentimiento". "Antarctica", que había estado disponible desde enero y posteriormente alcanzó millones de reproducciones tanto en YouTube como en SoundCloud, fue eliminada por Suicideboys en ambas plataformas y no se tomaron más medidas. "Antartica" se volvió a cargar en Spotify y YouTube a fines de 2021, y Deadmau5 obtuvo considerables créditos de publicación.

## Impacto y legado
En 2022, la revista estadounidense Rolling Stone clasificó a "I Remember" en el puesto 149 en su lista de las 200 mejores canciones de EDM de todos los tiempos .

## Listados de pistas
| No. | Título                          | Duración |
| --- | ------------------------------- | -------- |
| 1.  | "I Remember" (Original Mix)     | 10:01    |
| 2.  | "I Remember" (Instrumental Mix) | 9:57     |